# 1000 Mexikaner
1000 Mexikaner ist eine deutsche Fernsehfilm-Komödie von Philipp Scholz aus dem Jahr 2016. Weltpremiere feierte der Film 2016 auf dem Filmfest Hamburg. Die Erstausstrahlung erfolgte am 17. November 2016 im NDR.

## Handlung
Der Filmproduktions-Mitarbeiter Adam wird gefeuert, weil er vom Star des Films, Dirk Kowalski, ein Autogramm angefordert hat. Zusätzlich gerät er in eine Notsituation, da er mit dem Crew-Wohnmobil einen Unfall baut. Um das Geld aufzutreiben, bittet er seinen Kumpel Lukas, mit ihm zusammen als Hochzeitsfilmer für seinen Kumpel Marten anzuheuern. Doch bei den ursprünglich streng durchreglementierten Drehs kommt es zum Chaos. Die Eltern der Brautpaare geraten in Streit, danach hat Lukas eine Affäre mit einer der Brautjungfern. Nach einem Außendreh, der einen Heiratsantrag zeigen soll, geht das Pony durch und die Braut landet im Krankenhaus, was zum Streit zwischen den Jungfilmern führt. Als letztes Ass im Ärmel macht Lukas den verschollenen Opa von Marten im Altersheim ausfindig und kann Grußworte aufnehmen. Nach einer Polizeikontrolle wurde das Wohnmobil als „gestohlen“ festgestellt, was Lukas als „ausleihen“ bezeichnet hatte. Nun hält Lukas nichts mehr und er geht in seinen alten Beruf in die Werbebranche zurück. Er erfährt zufällig, dass Adam nur wegen des Autogramms gefeuert wurde, um das er gebeten hatte. Die beiden Männer schaffen es, das Wohnmobil wieder zurückzustehlen. Sie fahren an der Hochzeit von Marten und Mila vor und können ein Video vorzeigen, welches zur Freude der Gäste schöne Aufnahmen des Paares und den verschollenen Opa zeigen. Schließlich erhalten sie reihenweise neue Aufträge.

## Kritik
Tilmann P. Gangloff meint bei Tittelbach.tv: „Das turbulente Debüt strotzt geradezu vor Ideen, ist mit viel Liebe zum Detail umgesetzt und erfreut zudem durch augenzwinkernde Gastauftritte. Dieses ‚Buddy-Movie‘ ist eine Huldigung für eine Form von Freundschaft, wie man sie nur in den unbeschwerten Jugendjahren erlebt: die Welt ein riesiger Abenteuer-Spielplatz.“